# 雷西姆农专区
雷西姆农专区（希臘語：Περιφερειακή ενότητα Ρεθύμνου），是希腊克里特大区的一个专区，位于克里特岛中部偏西，北臨克里特海，南臨地中海。首府为雷西姆农。专区面积为1,496平方公里，2011年人口数量为85,609人。

## 行政
在2011年卡利克拉提斯改革方案中，希腊所有州份被取消。原雷西姆农州作为整体设立为雷西姆农专区。雷西姆农专区下分为5个市镇（括号内为地图中的数字）：
- 雷西姆农（1）
- 圣瓦西利奥斯（2）
- 阿马里（3）
- 阿诺伊亚（4）
- 米洛波塔莫斯（5）